# Myrmecoclytus singularis
Myrmecoclytus singularis là một loài bọ cánh cứng trong họ Cerambycidae.